# Jean Ier de Hollande
Jean Ier de Hollande, né en 1284, mort le 10 novembre 1299 à Haarlem, fut comte de Hollande de 1296 à 1299. Il est le fils de Florent V, comte de Hollande, et de Béatrice de Flandre.
Il est en Angleterre à la cour d'Édouard Ier, roi d'Angleterre et épouse en 1297 la princesse Élisabeth d'Angleterre, fille de ce dernier et de sa première épouse, Éléonore de Castille.
Il revient en Hollande en 1296 après le meurtre de son père. Le régent, Wolfert I van Borselen (nl), adopte une politique de neutralité envers la Flandre et l'Angleterre, mais les villes ne l'apprécient pas et Van Borselen est assassiné en 1299. Jean Ier d'Avesnes, comte de Hainaut, son plus proche parent, est ensuite nommé régent, pendant quelques mois.
Jean Ier de Hollande meurt en 1299 sans enfant. La Hollande revient à son cousin Jean d'Avesnes.

## Sources
- (en) Cet article est partiellement ou en totalité issu de l’article de Wikipédia en anglais intitulé « John I, Count of Holland » (voir la liste des auteurs).